# Liorac-sur-Louyre
 Liorac-sur-Louyre  (en occitano Lieurac de Loira) es una población y comuna francesa, situada en la región de Aquitania, departamento de Dordoña, en el distrito de Bergerac y cantón de Lalinde.

## Demografía
| 273 | 231 | 217 | 212 | 270 | 247 |
| Para los censos de 1962 a 1999 la población legal corresponde a la población sin duplicidades (Fuente: INSEE [Consultar]) |     |     |     |     |     |